# Abe Gerlsma
Abe Gerlsma (Franeker, 3 februari 1919 – aldaar, 19 maart 2012) was een Friese kunstschilder, graficus en uitvinder van diverse landbouwmachines.

## Levensloop
Na de middelbare school deed Gerlsma de opleiding HTS werktuigbouwkunde. In 1946 trouwde hij met Ybeltsje Annokkee; zij kregen 4 kinderen. Vlak na de oorlog schilderde hij decors van de revues van onder meer Tetman de Vries en diorama's voor onder andere de Friese landbouwtentoonstelling en de Koopmans Meelfabrieken. Tijdens de oorlogsjaren maakte hij vele zwart/wit etsen van de terpdorpen van Friesland. Naast het schilderen en etsen was Gerlsma ook werktuigbouwkundige en uitvinder. In 1947 ontwierp hij een aardappellooftrekker en trad hij in dienst bij de Rijkslandbouwvoorlichtingsdienst (RLVD) in Leeuwarden. Hij ontwikkelde diverse landbouwmachines zoals voor de aardappelteelt, die onder meer door de Franeker machinefabriek Bijlsma in productie werden genomen. De snarenbedpootmachine die machinefabriek Miedema maakt en wereldwijd gebruikt wordt, is nog steeds gebaseerd op het oorspronkelijke ontwerp van Gerlsma. 
Gerlsma was zijn hele leven zeer geboeid door de zo speciale lichtval in het Friese landschap. Friesland in tegenlicht, langs de kust of op het land, was het belangrijkste thema van zijn schilderijen en etsen. In de vijftiger jaren ontwikkelde hij zijn etsen op een formaat van 50x70 centimeter en werkte hij vaak met twee platendruk in meerdere kleuren met zachte aardetinten in aquatinttechniek. Onderwerpen waren het Friese landschap, het wad, schepen en dieren. Voor het experimenteren met 3 en 4 platendruk gebruikte hij bloemen en bloesems als onderwerp. De ets "Judaspenning" is aangekocht door het museum van de Japanse stad Kochi. Gedurende zijn kunstenaarsloopbaan bouwde Gerlsma een oeuvre op van meer dan 180 werken. In het jaar 2000 ontwikkelde hij zijn laatste grote gekleurde ets in twee platendruk met de titel "Bombrekken".

## Groepstentoonstellingen

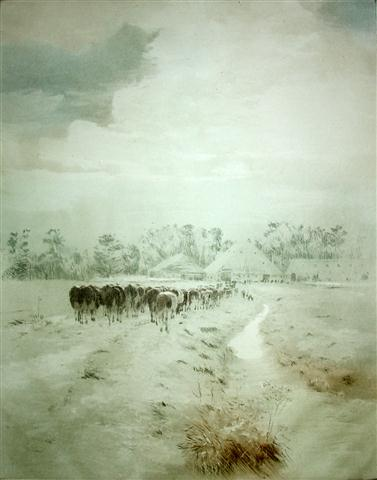
"Melkerstijd". Kleurets, Afmeting: 70x50 cm.
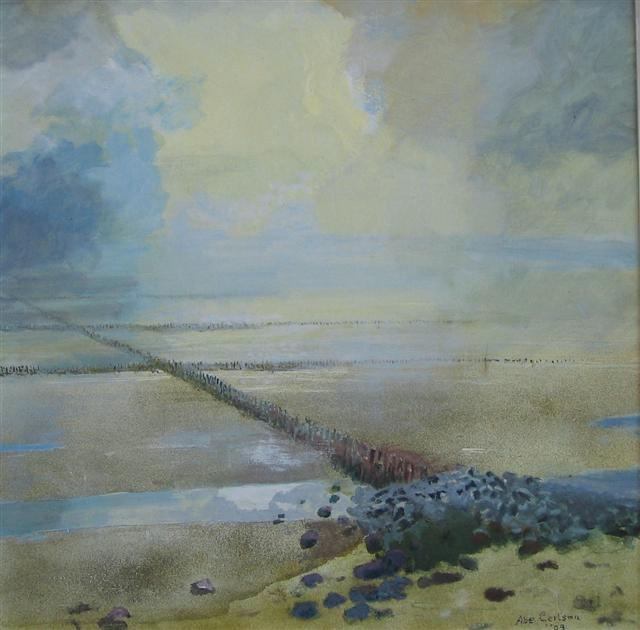
"De pier van Holwerd". Gemengde techniek op linnen. Afmeting: 100x100 cm.